# Issiar Dia
Issiar Dia (* 8. Juni 1987 in Sèvres, Frankreich) ist ein senegalesischer ehemaliger Fußballspieler, der auch die französische Staatsbürgerschaft besitzt. 

## Karriere

### Verein
Seine Profi-Karriere begann Issiar Dia 2004 beim damaligen französischen Zweitligisten Amiens SC, für die er in 45 Ligaspielen acht Tore erzielte.
Im Sommer 2006 wechselte der Senegalese für zwei Millionen € Ablöse zum französischen Erstligisten AS Nancy. Am 10. September 2006 beim Spiel gegen FC Toulouse feierte der 19-jährige Issiar Dia sein Debüt in der Ligue 1, indem er in der 68. Minute für Moncef Zerka eingewechselt wurde. Später am 28. September 2006 gab der Senegalese sein Spiel- und Tor-Debüt im Europapokal beim 3:1-Sieg im Rückspiel gegen den Turnier-Favoriten FC Schalke 04 in der ersten Runde des UEFA-Pokals, ergänzend war er an allen drei Toren beteiligt und somit erreichten sie die Gruppenphase bis zum Sechzehntelfinale. Damit sorgte Issiar Dia mit seiner Mannschaft für eine Überraschung im UEFA-Wettbewerb. Er bestritt für ASNL 115 Ligaspiele und erzielte 13 Tore, davon acht in seiner letzten Saison bei den Lothringern.
Zur Saison 2010/11 wechselte Issiar Dia zu Fenerbahçe Istanbul in die Süper Lig, der ersten Liga in der Türkei. Er unterschrieb dort einen Vierjahresvertrag.
Im Sommer 2017 wurde er vom türkischen Erstligisten Yeni Malatyaspor verpflichtet. 2020 beendete er seine Laufbahn.

### Nationalmannschaft
Er durchlief die französischen Jugendnationalmannschaften der U-18, U-19 und U-21, entschied sich dann aber künftig für die senegalesische Nationalmannschaft aufzulaufen. Sein Debüt gab der Senegalese am 8. Juni 2008 beim WM-Qualifikationsspiel in Bakau gegen Gambia, er wurde in der 61 Minute eingewechselt und das Spiel endete 0:0. Sein Tor-Debüt gab Issiar Dia am 5. September 2008 beim WM-Qualifikationsspiel in Blida gegen Algerien, er schoss in der 53. Minute sein Tor zur 1:0-Führung für Senegal.

### Spielweise
Der Senegalese kann im rechten sowie im linken Flügel spielen, aber bevorzugt im rechten. Außerdem ist er berühmt für seine Schnelligkeit und seinen schnellen Tempodribblings. Mit seiner Spielweise werden gerne Vergleiche mit Franck Ribéry gezogen.

## Erfolge
Fenerbahçe Istanbul
- Türkischer Meister: 2011
- Türkischer Pokalsieger: 2012